# Мумінободський район
Мумінобо́дський район (тадж. Ноҳияи Мӯминобод) — адміністративний район у складі Хатлонської області Таджикистану. Центр — селище Мумінобод, розташований за 30 км від Кулоба.

## Географія
Район розташований у долині річок Обіміньоу, Обісурх та Сасикбулок. На півночі межує з Ховалінзьким, на заході — з Кулобським, на півдні — з ім. Ш.Шохіна районами Хатлонської області, а також на сході — з Дарвозьким районом Горно-Бадахшанської автономної області.

## Адміністративний поділ
Адміністративно район поділяється на 7 джамоатів, до складу яких входить 111 сільських населених пунктів:
| Район                    | Площа, км² | Населення, осіб (2009) | Населення, осіб (2010) | Населення, осіб (2011) | Центр       | Населені пункти |
| ------------------------ | ---------- | ---------------------- | ---------------------- | ---------------------- | ----------- | --------------- |
| Мумінобод                | -          | -                      | -                      | 12500                  | Мумінобод   | 1 селище        |
| Балхобський джамоат      | -          | -                      | -                      | 8315                   | Туто        | 14 сіл          |
| Боггайський джамоат      | -          | -                      | -                      | 7961                   | Боггаї      | -               |
| Дехбаландський джамоат   | -          | -                      | -                      | 11470                  | Дехбаланд   | -               |
| Кульчашминський джамоат  | -          | -                      | -                      | 17086                  | Кульчашма   | -               |
| Тутанський джамоат       | -          | -                      | -                      | 7279                   | Тутан       | -               |
| Чилдухтаранський джамоат | -          | -                      | -                      | 4131                   | Чилдухтаран | -               |

## Історія
Район утворений 1929 року як Мумінабадський у складі Кулябського округу Таджицької РСР. 29 грудня 1973 року він був перейменований в Ленінградський. 29 червня 1991 року йому було повернуто історичну назву. 2012 року перейменована низка населених пунктів району, зокрема і райцентр Ленінград на Мумінобод.